# Plátanos Kalivíon
Plátanos Kalivíon (Platanos Kalyvion) är en ort i Grekland.   Den ligger i prefekturen Nomós Aitolías kai Akarnanías och regionen Västra Grekland, i den centrala delen av landet, 220 km väster om huvudstaden Aten. Plátanos Kalivíon ligger 24 meter över havet och antalet invånare är 145.
Terrängen runt Plátanos Kalivíon är platt västerut, men österut är den kuperad.Runt Plátanos Kalivíon är det ganska tätbefolkat, med 172 invånare per kvadratkilometer. Närmaste större samhälle är Agrínio, 7,6 km öster om Plátanos Kalivíon. Trakten runt Plátanos Kalivíon består till största delen av jordbruksmark.